# Кашинете д'Ивреа
Кашинѐте д'Иврѐа (на италиански: Cascinette d'Ivrea; на пиемонтски: Cassinete d'Ivreja, Касинете д'Иврея) е село и община в Метрополен град Торино, регион Пиемонт, Северна Италия. Разположено е на 239 m надморска височина. Към 1 януари 2020 г. населението на общината е 1517 души от които 126 са чужди граждани.